# Ōtake Risuke
Det här är en artikel om en person med japanskt personnamn; Ōtake är familjenamnet.
Ōtake Risuke (大竹利典) med fullständiga namnet  Risuke Minamoto no Takeyuki (大竹利典源健之 Ōtake Risuke Minamoto no Takeyuki?), född den 10 mars 1926, död 4 juni 2021, var en japansk stridskonstsmästare. Han var sedan länge shihan (läromästare) för Tenshin Shōden Katori Shintō-ryū budō, vilket han lärde sig som elev till den föregående läromästaren Hayashi Yazaemon (1892-1964) från det att han började skolan 16 år gammal 1942. 1967, när Ōtake-sensei var 42 år, mottog han gokui kaiden, den högsta nåbara nivån i traditionen, och blev samtidigt skolans läromästare. Han bodde och undervisade i en lantlig by nära Narita i Chiba prefektur. Tenshin Shōden Katori Shintō-ryūs läror designerades som en Intangible Cultural Asset of Chiba Prefecture 1960, med Ōtake designerad som traditionens förvaltare.
Ōtake har skrivit boken Katori Shinto-ryu: Warrior Tradition liksom en tidigare trilogi om traditionen med titeln, The Deity and the Sword: Katori Shinto-ryu.
Han var medlem av Chiba prefekturens Board of Registrars and Appraisers for Muskets and Swords - en position som han innehaft sedan 1979.